# Roommates (film 1909)
Roommates è un cortometraggio muto del 1909. Il nome del regista non viene riportato nei credit del film.

## Trama
Due compagni di stanza passano il tempo a farsi scherzi a vicenda.

## Produzione
Il film fu prodotto dalla Lubin Manufacturing Company.

## Distribuzione
Distribuito dalla Lubin Manufacturing Company, il film - un breve cortometraggio di 102 metri - uscì nelle sale cinematografiche statunitensi l'8 luglio 1909. Nelle proiezioni, veniva programmato con il sistema dello split reel, accorpato in un'unica bobina con un altro cortometraggio prodotto dalla Lubin,.